# Claudia Richarz

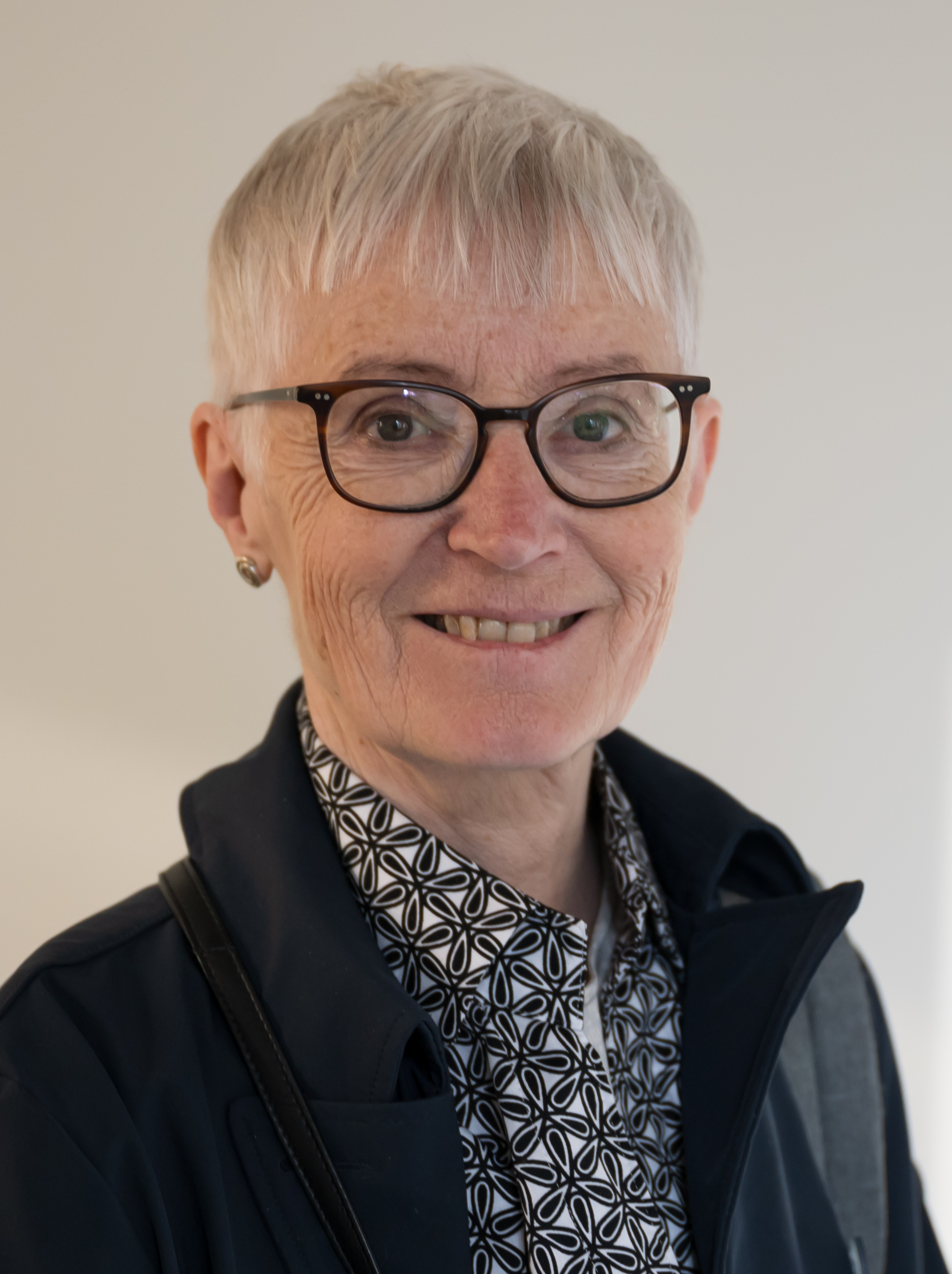
Claudia Richarz 2025

Claudia Richarz (* 1955 in Troisdorf) ist eine deutsche Regisseurin, Kamerafrau, Drehbuchautorin und Produzentin für Experimental- und Dokumentarfilme.

## Leben
Richarz studierte zunächst an der Ruhr-Universität Bochum, wo sie erstmals näher mit den kreativen Formen der Fotografie und Videokunst in Berührung kam. Anschließend war sie 1979  in Hamburg Mitbegründerin von und Mitarbeiterin im Frauenmedienladen Hamburg, ein selbstverwaltetes, nicht kommerziell ausgerichtetes Künstlerinnenprojekt. Ab 1980 drehte Richarz erste Experimental- und Kurzfilme. Sie studierte außerdem Visuelle Kommunikation an der Hochschule für bildende Künste Hamburg.
Richarz lebt heute in Eckernförde. Sie ist Mutter von zwei Kindern.

## Werk
Ihre 10-teilige Doku-Soap Abnehmen in Essen (1999), die sie mit Carl-Ludwig Rettinger in Koproduktion mit dem WDR und ARTE realisiert hat, ist einer der ersten Reihen in diesem dokumentarischen Erzählformat im Deutschen Fernsehen.

## Filmografie
- 1980: Fortunella (dokumentarischer Kurzfilm)
- 1982: La Triviata, die eine und die andere (experimenteller Spielfilm), mit Ulrike Zimmermann
- 1983: Blondes Gift (Kurzfilm), mit Karin Bruns
- 1985: Endlich eine Prinzessin (Kurzfilm)
- 1985: staubsaugen (Experimentalfilm)
- 1985: Ich wandle unter Blumen (Kurzfilm)
- 1987: Hochzeitskleid (Kurzfilm)
- 1988: Aids-Spot, mit Jochen Hick
- 1988: Der Zug aus Leipzig (Dokumentarfilm), mit Astrid Proll
- 1989: Das Nummerngirl (Experimentalfilm)
- 1990: Vorsicht Glatteis (Kurzfilm)
- 1993: Büstenhalter (Videoinstallation), mit Judith Adam
- 1993: Die große Liebe (Kurzfilm)
- 1999: Abnehmen in Essen (TV-Dokuserie), mit Carl-Ludwig Rettinger
- 2002: Frauen am Ruder (TV-Dokuserie), Kamera
- 2004: Samba für Singles (TV-Dokuserie), mit Carl-Ludwig Rettinger
- 2005: Delphin-Kinder (TV-Dokuserie),  mit Carl-Ludwig Rettinger
- 2013/2014: Vulva 3.0 (Dokumentarfilm), mit Ulrike Zimmermann
- 2017: Schau mich an (Kurzfilm)
- 2023: Helke Sander: Aufräumen (Dokumentarfilm)

## Auszeichnungen
- 2000: Grimme-Preis für Abnehmen in Essen[8][3]
- 2017: XXshorts Ströer Award beim Kurzfilmfestival Köln für Schau mich an[9]
- 2023: Publikumspreis beim Internationalen Frauen Film Fest Dortmund + Köln für Helke Sander: Aufräumen[10]

## Publikationen
- Frauen Video Katalog. Videofilme von Frauen aus dem deutschsprachigen Raum. Frauen-Anstiftung, Hamburg 1990 (zus. mit Karin Bruns).[11]
- Pinsel, Pixel, Rosenduft. Anmerkungen zu Videoproduktionen u. elektronischer Kunst von Frauen (zus. mit Karin Bruns). In: H. Hutschenreuter, C. Schurian (Hg.): Feministische Streifzüge durchs Punkte-Universum. Medienkunst von Frauen. Essen: edition filmwerkstatt 1993, S. 37–56.[12]
- Elektronische Einschreibungen auf dem Körper. In: Logos Berlin 2018 Theorien der Videokunst (zus. mit Karin Bruns) ISBN 978-3-8325-4605-2